# ムーチョマッチョマン
ムーチョマッチョマン （英: Mucho Macho Man、2008年6月15日-）はアメリカ合衆国の元競走馬、種牡馬。2013年のブリーダーズカップクラシックに優勝した。馬名は父マッチョウノからの連想とヴィレッジピープルの楽曲「Macho Man」からで、「mucho」は英語の「many」「much」に相当するスペイン語。

## 経歴
各レースの出典については#競走成績を参照。

### 誕生からデビューまで
ムーチョマッチョマンの生産牧場はフロリダ州オカラ近郊にあるローズグローヴファームである。同牧場はジョンとキャロルのリオ夫妻が経営する、敷地面積は40エーカー・繁殖牝馬は4頭だけという小さな牧場で4頭のうちの1頭がムーチョマッチョマンの母ポンチェデレオナである。
ポンチェデレオナは現役時代は30戦8勝。アノアキアステークスに勝利している。その後、アデナスプリングスで繁殖入りしたがマッチョウノの仔を受胎した状態で3万3千ドルでリオ夫妻に購入された。
そうして2008年の出産シーズンを迎えたが予定日を過ぎても中々産まれなかった。予定日から3週間以上経った6月15日の父の日に産まれたが、産まれた後も微動だにせず死産かと思われた。キャロルたちの心臓マッサージにより数分後に息を吹き返し、その後は健康体となった。牧場時代、キャロルたちは心停止状態から蘇ったこの馬のことをキリストの友人でキリストに復活された人物にちなんでラザロと呼んでいた。
遅生まれで死産寸前という出生にも拘らずその後はすくすくと育ち体高17ハンド（約173cm）という大柄な馬になった。ドリームチームレーシングの代表ジム・カルバーに購入され、ウィリアム・P・ホワイト調教師に預けられることとなる。

### 2歳
デビュー戦は7月のコールダー競馬場での未勝利戦（ダート6ハロン）となった。ルイス・アランゴを鞍上に4番人気で挑んだがグルメディナーの2着に敗れた。このレースの後にディーン・リーヴスと妻のパティ・リーヴスのリーヴス・サラブレッド・レーシングがこの馬の所有権の50%を買い取ってドリームチームレーシングとの共同所有となり、同時にティモシー・リトヴォ調教師に管理が移された。この売買の際に元々リーヴス夫妻は勝ったグルメディナーの方を購入する予定だったが、「2着の馬の方が良く見える」といってムーチョマッチョマンの方を購入したということである。
その後8月の未勝利戦（ダート7ハロン）に3着した後、3戦目の9月の未勝利戦（ダート8ハロン70ヤード）でエイバー・コアを鞍上に4馬身差で快勝し、初勝利を挙げた。なおこのレースの後で管理調教師がティモシーから妻のキャサリン・リトヴォへと移された。
キャサリンは兄と父を共に心臓の病で失っており、自身も重い心臓病で入院することとなった。幸いにして彼女は2008年に心臓移植を受けることが出来てこの頃は毎日薬を飲む必要はあったものの調教師の仕事が問題なくできるまでになっていた。産まれた時に心臓が止まっていたムーチョマッチョマンをキャサリンは自分と重ね合わせ、強い思い入れを持っていた。
4戦目は重賞初挑戦となる11月のG2ナシュアステークス（ダート8ハロン）。このレースはデイビッド・コーエンが騎乗。前走未勝利戦を8馬身差で圧勝してきたトゥーオナーアンドサーブが断然の1番人気。ムーチョマッチョマンは5頭立ての3番人気で挑んだ。レースはトゥーオナーアンドサーブが最初から快調に逃げを打ち、ムーチョマッチョマンは向正面で2番手に上がってトゥーオナーアンドサーブを追撃するものの直線で更に差を広げられて4馬身差の2着に終わった。
5戦目は鞍上をコアに戻して11月末のG2レムゼンステークス（ダート9ハロン）。このレースでは再びトゥーオナーアンドサーブが断然1番人気。ムーチョマッチョマンは5頭立ての最低人気で出走となった。レースはトゥーオナーアンドサーブが逃げ、ムーチョマッチョマンは2番手で追走するものの追いつけず2馬身差の2着となった。
2歳時は5戦1勝で終わる。

### 3歳
年明け1月末のG3ホーリーブルステークス（ダート8ハロン）から始動。1番人気で臨んだものの勝ったダイアルドインから4馬身、3着グルメディナーからも3馬身離された4着に敗れた。
次走は2月のG2リズンスターステークス（ダート8.5ハロン）、ラジブ・マラージに乗り替わった。スタートから2番手に付け、向正面で先頭に立ち、そのまま押し切って1番人気のサンティヴァに1と半馬身差を付けて重賞初勝利を挙げた。
更に3月のG2ルイジアナダービー（ダート9ハロン）に挑む。前走勝ちが評価されて1番人気になったものの上手く前に出られず、直線でようやく2番手に上がって逃げるパンツオンファイアを追いかけたが、右前脚の落鉄（蹄鉄が外れること）を起こしており、これも影響して後ろから来たネーロにも差されて3着に終わる。
そして本番のケンタッキーダービーを迎える。この年のケンタッキーダービーはホーリーブルステークスの後にフロリダダービーにも勝ったダイアルドインが1番人気、パンツオンファイアが2番人気、ネーロが3番人気とかなりの混戦であった。ムーチョマッチョマンは10.3倍の4番人気で大一番に臨む。レースは12番人気のシャックルフォードが逃げを打ち、ムーチョマッチョマンは7・8番手で道中を進む。4番手で直線に入り、じわじわと追い込んでシャックルフォードはかわしたものの先に抜け出していたアニマルキングダムとネーロには追いつけず3着に終わった。（レース動画）
プリークネスステークスではアニマルキングダム・ダイアルドインに次ぐ6.2倍の3番人気に支持される。レースは道中7から9番手で進むもののまたしてもレース中に落鉄を起こしてしまい、直線では全く伸びを欠いて勝ったシャックルフォードから7馬身差の6着に終わる。
三冠ラストのベルモントステークスに鞍上をラモン・ドミンゲスに代えて9.2倍の5番人気に挑んだ。所が最低人気で隣の11枠にいたイズントヒーパーフェクトがスタート直後にいきなり斜行してムーチョマッチョマンに激突。この衝撃でムーチョマッチョマンも反対の9枠にいたアニマルキングダムに激突。このアクシデントに加え、当日が大の苦手の不良馬場だったことから終始精彩を欠いて、1着のルーラーオンアイスから24馬身差の7着と惨敗した。アニマルキングダムはムーチョマッチョマンの前15馬身差での6着。イズントヒーパーフェクトは最下位で騎手のマラージは一週間の騎乗停止処分を受けた。
このマラージの騎乗についてアニマルキングダムの騎手ジョン・ヴェラスケスはマラージがムーチョマッチョマンから降ろされた腹いせにわざとやったと主張したが、マラージは当然ながら否定した。
ベルモントステークス後、呼吸器系の手術を受けるために長期休養に入る。11月に復帰、オプショナルクレーミングで勝利して3歳シーズンを終える。3歳時は7戦2勝であった。
またこの年の春、大手工業製品メーカーの3M社が本馬のスポンサーになることを表明し耳目を集めた。

### 4歳
4歳シーズンは1月末のサンシャインミリオンズクラシックステークスから始動。このレースはフロリダ州産馬限定レースで格付けこそ低いが1着24万ドルと並のG1より賞金が高いため中々のメンツが揃った。
ジェロームステークス勝ちのアディオスチャーリーが1番人気、次いでムーチョマッチョマンが2番人気、後にユナイテッドネイションズステークスを勝つターボコンプレッサーが3番人気、後にサンタアニタハンデキャップ・ジョッキークラブ金杯などを勝つロンザグリークが4番人気だった。レースはムーチョマッチョマンが2番手で進み、直線に入って逃げるターボコンプレッサーをかわして先頭に立ち、追い込んできたロンザグリークを1と1/2馬身抑え込んで勝利した。
次走は3月のG2ガルフストリームパークハンデキャップ（ダート8ハロン）。1番人気に押され、スタートで少しもたついたものの三角で先頭に立ち、そのまま2着のタックルベリーに2馬身差をつけて優勝。
更に5月のG2アリシーバステークス（ダート8.5ハロン）に出走。このレースにはのちにBCクラシックで激突するフォートラーンドが参戦していた。123ポンドのトップハンデながらムーチョマッチョマンが1番人気、重賞2連勝中のネイティズマインシャフトが2番人気、ファイエットステークスなどの勝ち馬サクセスフルダンが3番人気、フォートラーンドが4番人気だった。レースでは4番手で進め、直線に3番手で入って先頭のフォートラーンドを追いかけるが逆に差は開き、勝ったサクセスフルダンから7馬身差の3着に完敗した。

騎手をドミンゲスからマイク・スミスに代えて挑んだのが7月のG2サバーバンハンデキャップ。前走の完敗から評価を落としてムーチョマッチョマンは4番人気。1番人気は2歳時のレムゼンステークス以来の対戦となるトゥーオナーアンドサーブ、トラヴァーズステークスの勝ち馬ステイサースティが2番人気、ドンハンデキャップ勝ちのヒムブックが3番人気だった。レースではスタートから2番手につけ、直線で逃げるトリックマイスターをかわしてそのまま押し切って勝利。
秋になり、BCクラシックへの足掛かりとして9月のG1ウッドワードステークスを選んだ。1.8倍で1番人気となり、2番人気トゥーオナーアンドサーブとの再戦となった。道中3番手で進むトゥーオナーアンドサーブと4番手で進むムーチョマッチョマン。直線に入り先に抜け出したトゥーオナーアンドサーブに競りかけていくが、トゥーオナーアンドサーブが粘りを見せて抜かせずクビ差で敗れた。
そして迎えた大一番、ブリーダーズカップ・クラシック。断然の1番人気に押されたのがハリウッド金杯・オーサムアゲインステークスなどここまでG1競走4勝のゲームオンデュード、離れての2番人気にジョッキークラブ金杯連覇のフラットアウト、ムーチョマッチョマンは7.3倍で3番人気、フォートラーンドが4番人気だった。
レースはフォートラーンドが最初から逃げを打ち、ムーチョマッチョマンは2番手で追走。3番手にゲームオンデュードの形でレースは進む。直線に入った所でフォートラーンドとムーチョマッチョマンが完全に抜け出して2頭の競り合いになる。必死で追うムーチョマッチョマンだが、フォートラーンドが粘り、1/2馬身差の2着に敗れる。
このレースを持って4歳シーズンを終えた。4歳時は6戦3勝であった。

### 5歳
5歳シーズンも前年と同じくサンシャインミリオンズクラシックから始動。前年2着のロンザグリークが出走していたが当然の1番人気に押される。しかし当日は大の苦手の不良馬場。3番手で進み、三角で2番手まで上がったもののその後はズルズルと後退。結局スミス騎手の判断で競走を中止した（レースはロンザグリークが優勝）。
このレースの後に去年と同じくガルフストリームパークハンデに向かう予定だったがウイルス性の疾患にかかっていることが判明し、メリーランド州にあるフェアヒルトレーニングセンターで治療生活に入る。
復帰戦は6月のクリミナルタイプステークスになった。このレースから騎手をエドガー・プラードに代えて5頭立ての1番人気で臨んだ。ヒムブックが2番人気、フィリップ・H・アイズリンステークス勝ち馬のサンパブロが3番人気だった。道中2番手で進み3コーナーで先頭に立つものの直線でサンパブロとヒムブックに差されて3着に終わった。
次走は8月のG1ホイットニーハンデキャップ。このレースにはかなりレベルの高いメンバーが揃っており、フォートラーンドが1番人気、前走メトロポリタンハンデキャップに2着してきた上がり馬クロストラフィックが2番人気、サクセスフルダンが3番人気、ロンザグリークが4番人気。ムーチョマッチョマンは9.5倍の6番人気だった。レースはクロストラフィックが快調に逃げ、フォートラーンドがそれに続く。ムーチョマッチョマンは3番手で進み、直線でフォートラーンドをかわして2番手に上がるがクロストラフィックには追いつけず、外から来たサクセスフルダンにも差されて3着になった。
その後去年と同じウッドワードステークスに登録していたが当日に不良馬場になったため回避。
ウッドワードステークスを回避した後、陣営はムーチョマッチョマンのためのチームを組んでブリーダーズカップが開催されるサンタアニタパーク競馬場へ乗り込んだ。たたき台として9月のオーサムアゲインステークスに出走。このレースからゲイリー・スティーブンスに乗り替わり、2.6倍の1番人気で挑む。前年のベルモントステークス2着馬でハスケルインビテーショナルハンデキャップ勝ちのペインター (競走馬)が2番人気で、レースでは道中5番手で進み、速い仕掛けから直線で先頭に立つと後続との差を広げていきペインターに4と1/4馬身差をつけて快勝。ようやくのG1初勝利となった。

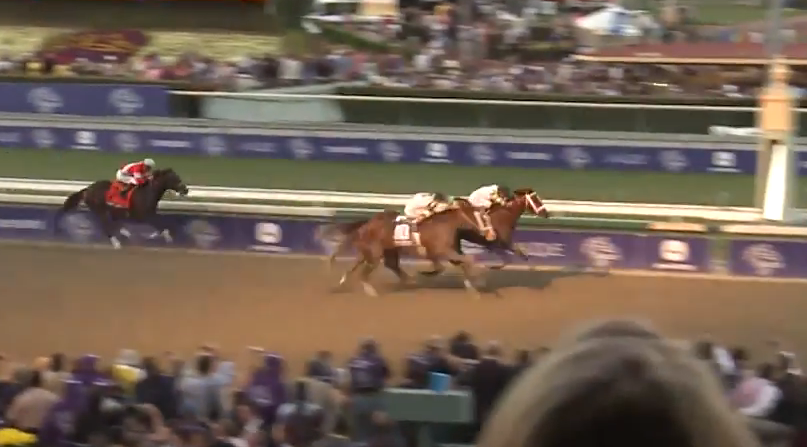
2013BCクラシック　内側がムーチョマッチョマン

そして本番のBCクラシック。前年BCクラシック敗北後からG1競走3勝を含む6連勝中と絶好調のゲームオンデュードが1番人気、ムーチョマッチョマンが5倍で2番人気。欧州から参戦してきたクイーンアンステークス・インターナショナルステークスの勝ち馬デクラレーションオブウォーが3番人気、この年のベルモントステークス勝ち馬パレスマリスが4番人気、この年のトラヴァーズステークス勝ちのウィルテイクチャージが5番人気。前年優勝のフォートラーンドは6番人気だった。

レースはゲームオンデュードが逃げ、10番人気のモレノとフォートラーンドがそれに続く。途中からモレノが脱落してムーチョマッチョマンが先頭グループに入り、ムーチョマッチョマン・フォートラーンド・ゲームオンデュードの三頭並んで4コーナーに入る。まずゲームオンデュードが脱落、更にフォートラーンドも競り落としてムーチョマッチョマンが先頭に立つ。そのままゴールに逃げ込もうとするところにデクラレーションオブウォーとウィルテイクチャージが追い込んできたが、ウィルテイクチャージをハナ差抑えてムーチョマッチョマンの勝利。ついにムーチョマッチョマンは米国ダートの頂点に立った。
キャサリン・リトヴォ調教師にとって、更に女性調教師として初のBCクラシック優勝となった。また鞍上ゲイリー・スティーブンスはほとんどの大レースを勝っていたがBCクラシックは15回目の挑戦にしてこれが初勝利となった。
5歳時5戦2勝で、この年のエクリプス賞年度代表馬・最優秀古馬は共にブリーダーズカップ・マイル連覇のワイズダンが獲得してムーチョマッチョマンは無冠に終わったが、この年のワールド・ベスト・レースホース・ランキングではレーティング125を獲得してダート部門では一位になっている。またファンによって選ばれるセクレタリアト民衆の声賞を受賞、更にこの年に最も印象に残ったレースとしてBCクラシックが選ばれモーメントオブザイヤーを受賞した。

### 6歳
BCクラシック連覇を目指して6歳シーズンも現役を続行。三度サンシャインミリオンズクラシックからの始動となった。特に相手になるような馬もおらず当然の1番人気で良馬場にも恵まれ、14馬身差のぶっちぎりで勝利。
ドバイワールドカップ参戦の話もあったが、3月のサンタアニタハンデを選択。ゲームオンデュードやウィルテイクチャージとの再戦となったが2.2倍の1番人気。しかしこのレースでは勝ったゲームオンデュードから10馬身以上付けられての4着と完敗。
その後はフロリダに帰って復帰のために調教を積んでいたが、その動きが思わしくなく、更に脚首の打撲が見つかった。結局7月15日に現役引退が発表され、父マッチョウノやフォートラーンドがいるアデナスプリングスのケンタッキー牧場で種牡馬入りすることが発表された。
ムーチョマッチョマンの活躍を記念してそれまでガルフストリームパークダービーの名前で行われていたレースが2015年からムーチョマッチョマンステークスと改称された。

### 競走成績
| 出走日         | 競馬場             | 競走名                           | 格 | 人気 | 着順 | 騎手              | 距離   | 馬場状態 | タイム   | 着差     | 1着（2着）馬日        | 出典        |
| -------------- | ------------------ | -------------------------------- | -- | ---- | ---- | ----------------- | ------ | -------- | -------- | -------- | --------------------- | ----------- |
| 2010年07月17日 | カルダー           | 未勝利                           |    | 4人  | 2着  | R・アランゴ       | D6F    | 速       |          | 1身      | Gourmet Dinner        | [ Race 1 ]  |
| 2010年08月21日 | サラトガ           | 未勝利                           |    | 2人  | 3着  | G・ゴメス         | D7F    | 速       |          | 1 3/4身  | Curlinello            | [ Race 2 ]  |
| 2010年09月19日 | モンマスパーク     | 未勝利                           |    | 1人  | 1着  | E・コア           | D8F70Y | 速       | 1:42.84  | 4身      | （Bellamy's Boss）    | [ Race 3 ]  |
| 2010年11月06日 | アケダクト         | ナシュアS                        | G2 | 3人  | 2着  | D.コーエン        | D8F    | 速       |          | 4身      | To Honor and Serve    | [ Race 4 ]  |
| 2010年11月27日 | アケダクト         | レムゼンS                        | G2 | 5人  | 2着  | E.コア            | D9F    | 速       |          | 2身      | To Honor and Serve    | [ Race 5 ]  |
| 2011年01月30日 | ガルフストリーム   | ホーリーブルS                    | G3 | 1人  | 4着  | E.コア            | D8F    | 速       |          | 4 1/2身  | Dialed In             | [ Race 6 ]  |
| 2011年02月19日 | フェアグラウンズ   | リズンスターS                    | G2 | 3人  | 1着  | R.マラージ        | D8.5F  | 速       | 1:43.98  | 1 1/2身  | （Santiva）           | [ Race 7 ]  |
| 2011年03月26日 | フェアグラウンズ   | ルイジアナダービー               | G2 | 1人  | 3着  | R.マラージ        | D9F    | 速       |          | 3/4身    | Pants On Fire         | [ Race 8 ]  |
| 2011年05月07日 | チャーチルダウンズ | ケンタッキーダービー             | G1 | 4人  | 3着  | R.マラージ        | D10F   | 速       |          | 3身      | Animal Kingdom        | [ Race 9 ]  |
| 2011年05月21日 | ピムリコ           | プリークネスS                    | G1 | 3人  | 6着  | R.マラージ        | D9.5F  | 速       |          | 7 1/2身  | Shackleford           | [ Race 10 ] |
| 2011年06月11日 | ベルモントパーク   | ベルモントS                      | G1 | 5人  | 7着  | R.ドミンゲス      | D12F   | 不良     |          | 24 1/4身 | Ruler on Ice          | [ Race 11 ] |
| 2011年11月09日 | アケダクト         | オプショナルクレーミング         |    | 2人  | 1着  | R.ドミンゲス      | D8F    | 速       | 1:34.72  | 5 3/4身  | （Gallant Fields）    | [ Race 12 ] |
| 2012年01月28日 | ガルフストリーム   | サンシャインミリオンズクラシック |    | 2人  | 1着  | R.ドミンゲス      | D9F    | 速       | 1:47.91  | 1 1/2身  | （Ron the Greek）     | [ Race 13 ] |
| 2012年03月10日 | ガルフストリーム   | ガルフストリームパークH          | G2 | 1人  | 1着  | R.ドミンゲス      | D8F    | 速       | 1:35.50  | 2身      | （Tackleberry）       | [ Race 14 ] |
| 2012年05月04日 | チャーチルダウンズ | アリシーバS                      | G2 | 1人  | 3着  | R.ドミンゲス      | D8.5F  | 速       |          | 7身      | Successful Dan        | [ Race 15 ] |
| 2012年07月07日 | ベルモントパーク   | サバーバンH                      | G2 | 4人  | 1着  | M.スミス          | D9F    | 速       | 1:46.58  | 2 1/2身  | （Hymn Book）         | [ Race 16 ] |
| 2012年09月01日 | サラトガ           | ウッドワードS                    | G1 | 1人  | 2着  | M.スミス          | D9F    | 速       |          | クビ     | To Honor and Serve    | [ Race 17 ] |
| 2012年11月03日 | サンタアニタ       | BCクラシック                     | G1 | 3人  | 2着  | M.スミス          | D10F   | 速       |          | 1/2身    | Fort Larned           | [ Race 18 ] |
| 2013年01月19日 | ガルフストリーム   | サンシャインミリオンズクラシック |    | 1人  | 中止 | M.スミス          | D9F    | 不良     | 競走中止 | 競走中止 | Ron the Greek         | [ Race 19 ] |
| 2013年06月14日 | ベルモントパーク   | クリミナルタイプS                |    | 1人  | 3着  | E.プラード        | D8.5F  | 稍重     |          | 4 1/4身  | San Pablo             | [ Race 20 ] |
| 2013年08月03日 | サラトガ           | ホイットニーH                    | G1 | 6人  | 3着  | E.プラード        | D9F    | 速       |          | 2 1/4身  | Cross Traffic         | [ Race 21 ] |
| 2013年09月28日 | サンタアニタ       | オーサムアゲインS                | G1 | 1人  | 1着  | G・スティーヴンス | D9F    | 速       | 1:48.30  | 4 1/4身  | （Paynter）           | [ Race 22 ] |
| 2013年11月02日 | サンタアニタ       | BCクラシック                     | G1 | 2人  | 1着  | G・スティーヴンス | D10F   | 速       | 2:00.72  | ハナ     | （Will Take Charge）  | [ Race 23 ] |
| 2014年01月18日 | ガルフストリーム   | サンシャインミリオンズクラシック |    | 1人  | 1着  | G・スティーヴンス | D9F    | 速       | 1:48.76  | 14身     | （Joshua's Comprise） | [ Race 24 ] |
| 2014年03月08日 | サンタアニタ       | サンタアニタH                    | G1 | 1人  | 4着  | G・スティーヴンス | D10F   | 速       |          | 10 1/2身 | Game On Dude          | [ Race 25 ] |

## 種牡馬時代
2015年からケンタッキー州アデナスプリングズにて、種牡馬生活を開始。初年度の種付け料は1万5千ドル。種付け数は99、72、35頭と推移。
2018年から産駒がデビューし、4月26日にMucho Amorが未勝利戦で勝利。産駒初出走で初勝利となった。11月17日のボブホープステークス（G3）でMucho Gustoが勝利。産駒のグレードレース初勝利となった。
2020年にMucho Gustoがペガサスワールドカップに優勝。産駒のG1初勝利となった。
2022年から2023年はヒルンデールファームにて、種付料7,500ドルで種牡馬生活を送った。
2024年からカナダのオンタリオ州アデナスプリングズノースにて、種付料4,500カナダドルで種牡馬生活を送っている。

### 代表産駒
- 2016年産
  - ムーチョグスト（Mucho Gusto) - ペガサスワールドカップ・2020年
  - ムーチョアンユージュアル（Mucho Unusual) - ロデオドライブステークス・2020年

## 血統表
父マッチョウノは2000年のBCジュヴェナイル勝ち馬で米2歳チャンピオン。詳しくは当該項目を参照。母Ponche de Leonaは上述のとおり現役時代30戦8勝。2013年生まれの半妹Southern Girl（父Tapit）はシャインアゲインステークスに勝利、7戦4勝の成績を上げている。その他のPonche de Leona産駒の値段も高騰しており、2016年のセールで半弟（父Tapit）が200万ドルで落札されている。
牝系を遡ると、5代母Carolwoodの子孫に全日本2歳優駿勝ちのサウンドスカイ（7代母がCarolwood）、米ホープフルステークス勝ちのYonaguska（5代母がCarolwood）、ジャパンカップダートに出走したTap Day（5代母がCarolwood）などがいるが、近親とは言えない。
母父父Two Punchは現役時代8戦4勝、バチェラーステークス勝ちがある程度の平凡な競走馬だったが、種牡馬としてはSmoke Glacken（G1ホープフルステークス）など複数の重賞勝ち馬を出して成功した。母父Poncheは現役時代47戦16勝、プランテーションハンデなどの勝ちがあるこちらも平凡な競走馬だった。種牡馬入りした後もステークス勝ちは5頭だけと平凡な成績に終わった。
| Mucho Macho Manの血統（ヒムヤー系） | Mucho Macho Manの血統（ヒムヤー系） | Mucho Macho Manの血統（ヒムヤー系） | （血統表の出典）                | （血統表の出典） |
| 父系                                | ヒムヤー系                          | ヒムヤー系                          | ヒムヤー系                      | [ § 2 ]          |
| 父 Macho Uno 芦毛 1998              | 父の父Holy Bull 芦毛 1991           | Great Above                         | Minnesota Mac                   | Minnesota Mac    |
| 父 Macho Uno 芦毛 1998              | 父の父Holy Bull 芦毛 1991           | Great Above                         | Ta Wee                          |                  |
| 父 Macho Uno 芦毛 1998              | 父の父Holy Bull 芦毛 1991           | Sharon Brown                        | Al Hattab                       | Al Hattab        |
| 父 Macho Uno 芦毛 1998              | 父の父Holy Bull 芦毛 1991           | Sharon Brown                        | Agathea's Dawn                  |                  |
| 父 Macho Uno 芦毛 1998              | 父の母Primal Force 鹿毛 1987        | Blushing Groom                      | Red God                         | Red God          |
| 父 Macho Uno 芦毛 1998              | 父の母Primal Force 鹿毛 1987        | Blushing Groom                      | Runnaway Bride                  |                  |
| 父 Macho Uno 芦毛 1998              | 父の母Primal Force 鹿毛 1987        | Prime Prospect                      | Mr. Prospector                  | Mr. Prospector   |
| 父 Macho Uno 芦毛 1998              | 父の母Primal Force 鹿毛 1987        | Prime Prospect                      | Square Generation               |                  |
| 母 Ponche de Leona 1999             | 母の父Ponche 1989                   | Two Punch                           | Mr. Prospector                  | Mr. Prospector   |
| 母 Ponche de Leona 1999             | 母の父Ponche 1989                   | Two Punch                           | Heavenly Cause                  |                  |
| 母 Ponche de Leona 1999             | 母の父Ponche 1989                   | Street Ballet                       | Nijinsky                        | Nijinsky         |
| 母 Ponche de Leona 1999             | 母の父Ponche 1989                   | Street Ballet                       | Street Dancer                   |                  |
| 母 Ponche de Leona 1999             | 母の母Perfect and Proud 1986        | Nonparrell                          | Hoist the Flag                  | Hoist the Flag   |
| 母 Ponche de Leona 1999             | 母の母Perfect and Proud 1986        | Nonparrell                          | Floral Victory                  |                  |
| 母 Ponche de Leona 1999             | 母の母Perfect and Proud 1986        | Proud Sal                           | Proudest Roman                  | Proudest Roman   |
| 母 Ponche de Leona 1999             | 母の母Perfect and Proud 1986        | Proud Sal                           | Gal Sal                         |                  |
| 母系(F-No.)                         | 4号族(FN:4-r)                       | 4号族(FN:4-r)                       | 4号族(FN:4-r)                   | [ § 3 ]          |
| 5代内の近親交配                     | Mr.Prospector 4×4 Grey Dawn 5×5     | Mr.Prospector 4×4 Grey Dawn 5×5     | Mr.Prospector 4×4 Grey Dawn 5×5 | [ § 4 ]          |
| 出典                                | 1. 2. 3. 4.                         | 1. 2. 3. 4.                         | 1. 2. 3. 4.                     | 1. 2. 3. 4.      |